# Анголска струја
Анголска струја је продужетак Гвинејске струје који се креће из Гвинејског залива ка југу, паралелено са обалом Анголе, по којој је и добила име. Ово је топла морска струја, која захвата ширину од око 250—300 километара. Температура воде износи 24 °C, а салинитет достиже око 36,4‰. На око 15° јгш воде Анголске струје се сударају са Бенгуелском струјом и формирају „Анголско-бенгуелски фронт“.